# Бандиты во времени (телесериал)
«Бандиты во времени» (англ. Time Bandits) — американский фэнтезийный комедийно-приключенческий телесериал, основанный на одноимённом фильме Терри Гиллиама. Премьера состоялась на стриминговой платформе Apple TV+ 24 июля 2024 года.

## Сюжет
11-летний Кевин обнаруживает в своей спальне портал, позволяющий путешествовать во времени. Там же он встречает шестерых бандитов, которые объясняют Кевину, что перемещаются во времени в поисках сокровищ с помощью карты. Вместе с ними Кевин начинает захватывающее приключение сквозь время.

## В ролях
- Лиза Кудроу — Пенелопа
- Кал-Эл Так — Кевин
- Шарлин И — Джуди
- Тайг Мерфи — Алто
- Роджер Нсенгиюмва — Уиджит
- Руне Темте — Биллелиг
- Кира Томпсон — Саффрон
- Рейчел Хаус — Фианна
- Мэтт Кинг — де Плюм
- Джордж Хувардас — Аякс Малый
- Зои Вентура — Кассандра

## Эпизоды
| №  | Название                               | Режиссёр           | Автор телевизионного сценария              | Дата премьеры   |
| -- | -------------------------------------- | ------------------ | ------------------------------------------ | --------------- |
| 1  | «Кевин Хэддок» «Kevin Haddock»         | Тайка Вайтити      | Джемейн Клемент, Иан Моррис, Тайка Вайтити | 24 июля 2024    |
| 2  | «Майя» «Mayan»                         | Тайка Вайтити      | Джемейн Клемент, Иан Моррис, Тайка Вайтити | 24 июля 2024    |
| 3  | «Средневековье» «Medieval»             | Джеки ван Бик      | Джемейн Клемент, Иан Моррис                | 31 июля 2024    |
| 4  | «Сухой закон» «Prohibition»            | Джефф Томсик       | Акила Грин                                 | 31 июля 2024    |
| 5  | «Георгианская эпоха» «Georgian»        | Джефф Томсик       | Мелани Брейсуэлл                           | 7 августа 2024  |
| 6  | «Манса Муса» «Mansa Musa»              | Армаган Баллантайн | Тайрелл Уильямс                            | 7 августа 2024  |
| 7  | «Ледниковый период» «Ice Age»          | Джемейн Клемент    | Джемейн Клемент                            | 14 августа 2024 |
| 8  | «Снова дома» «Home Again»              | Яна Горская        | Джемейн Клемент                            | 14 августа 2024 |
| 9  | «Неразбериха» «Pell-Mell»              | Неизвестно         | Сэм Бейн                                   | 21 августа 2024 |
| 10 | «Крепость тьмы» «Fortress of Darkness» | Неизвестно         | Иэн Моррис                                 | 21 августа 2024 |

## Производство
В июле 2018 года стало известно, что компания Apple Inc. займётся разработкой телесериала, основанного на фильме «Бандиты во времени» Терри Гиллиама. В марте 2019 года к проекту присоединился Тайка Вайтити в качестве одного из сценаристов и режиссёров. Вайтити заявил, что сериал будет состоять из 10 эпизодов, а сценарий к нему напишет он совместно с Ианом Моррисом и Джемейном Клементом. В сентябре 2022 года стало известно, что в телесериале снимется Лиза Кудроу.
Съёмки прошли в Новой Зеландии в конце 2022 и начале 2023 года. Декорации Нью-Йорка 1920-х годов были воссозданы в Веллингтоне.
Премьера состоялась 24 июля 2024 года на платформе Apple TV+.

## Восприятие
На сайте-агрегаторе рецензий Rotten Tomatoes сериал имеет рейтинг 80 % на основании 49 рецензий критиков со средней оценкой 7,1 из 10.
На сайте-агрегаторе Metacritic рейтинг сериала составляет 66 баллов из 100 возможных на основании 26 рецензий критиков, что соответствует «в целом благоприятным» отзывам.